# David Bermudo
David Bermudo Rubio (Santa Coloma de Gramenet, 14 januari 1979) is een Spaans voetballer.
De linksback begon in de jeugd (cantera) van FC Barcelona. In 1998 kwam Bermudo bij Barça B. In 1999 werd de Catalaan, samen met zijn toenmalige clubgenoten Xavi en Gabri met het Spaans elftal wereldkampioen op het WK onder-20 in Nigeria. Xavi en Gabri werden door Louis van Gaal bij het eerste elftal van Barcelona gehaald, Bermudo daarentegen moest nog een jaar wachten. Onder de nieuwe trainer Llorenç Serra Ferrer mocht Bermudo in de zomer van 2000 mee op oefenstage naar Nederland. De verdediger speelde onder meer tegen Quick Amersfoort. Een half jaar later, in januari 2001, liet Serra Ferrer Bermudo debuteren in het eerste elftal. Hij startte in de basis in het bekerduel tegen Gimnástica de Torrelavega. Deze wedstrijd zou overigens de enige officiële wedstrijd voor Bermudo in de hoofdmacht van Barcelona zijn.
In de zomer van 2001 vertrok David Bermudo naar CD Tenerife, dat kort daarvoor gepromoveerd was naar de Primera División. In 2002 degradeerde Tenerife echter en in de jaren die volgden, raakte Bermudo op een zijspoor. In juli 2005 vertrok hij definitief, na eerder al een seizoen op huurbasis voor Algeciras CF te hebben gespeeld. Bermudo tekende een contract bij Almería CF uit de Segunda División A. Na de promotie van de club in 2007 naar de Primera División mocht hij vertrekken en na een periode bij Pontevedra CF kwam Bermudo in 2008 bij CE Sabadell.